# Francesco Vincenzo Negri
Francesco Vincenzo Negri (né le 6 février 1769 à Venise et mort le 15 octobre 1827) est un philologue et poète italien.

## Biographie
Francesco Vincenzo Negri naquit à Venise le 6 février 1769, d’une famille honorable et aisée. Après avoir reçu sa première éducation dans une institution particulière, il fut confié aux soins d’un de ses oncles, Jérôme Negri, ex-jésuite, puis à ceux de Joseph Marsili, aussi ex-jésuite, qui lui enseigna le grec et l’initia aux secrets de l’antiquité. Les sentiments religieux que ces deux respectables ecclésiastiques inspirèrent à leur élève furent le guide de toute sa vie, et s’ils ne l’empêchèrent pas de toucher aux écueils que bien peu de jeunes gens savent éviter, ils l’éclairèrent à temps sur les dangers que l’on court dans la voie des passions et des plaisirs. Aussi, malgré l’entraînement de l’exemple, dans une ville aussi bruyante que l’était alors Venise, Negri rentra bientôt en lui-même, et se renfermant dans un cercle étroit de relations intimes, se livra tout entier à l’étude et à de savantes recherches. Au lieu de sacrifier au goût régnant alors en Italie et qui consistait à ne s’occuper que de livres français, il consacra toutes ses veilles aux auteurs de l’antiquité, en attendant avec patience le moment où il pourrait, sans trop blesser l’engouement de ses compatriotes, publier le fruit de ses travaux. Voilà pourquoi Negri garda longtemps en portefeuille ses premiers ouvrages, quelle que fût d’ailleurs sa conviction de leur mérite ; conviction acquise par le jugement d’hommes compétents auxquels il les avait communiqués. Leur apparition fit sensation dans le monde savant et valut à l’auteur de se lier avec les hommes les plus éminents de l’Italie, tels que Barbieri, Mustoxidi, Pindemonte, Cicognara, Gamba, Vittorelli et autres, qui ne dédaignèrent pas de le consulter dans plusieurs occasions. Toutes les fois qu’on voulait perpétuer à Venise le souvenir d’un événement, c’était lui qu’on chargeait de l’inscription nécessaire. Negri avait passé l’âge de cinquante ans sans s’être aperçu qu’il manquait quelque chose à son existence ; sa passion pour l’étude, non moins qu’une certaine sauvagerie de caractère, l’avait toujours éloigné du mariage. Ce ne fut donc pas sans étonnement que ses amis apprirent un beau jour qu’il s’était enfin décidé à unir son sort à celui d’une jeune veuve, et, d’après la courte notice sur lui-même qu’il donna quelques années plus tard à la Biografia universale éditée par Missiaglia, il paraît n’en avoir pas été moins heureux. Negri mourut à Venise le 15 octobre 1827. Par acte de dernière volonté, il avait confié ses manuscrits inédits à Emmanuele Antonio Cicogna, écrivain distingué, qui devait en publier les principaux.

## Œuvres
- Lettres d’Alciphron, traduites du grec en italien, Milan, 1806, in-8°. Cette traduction est aussi remarquable par sa fidélité que par les notes que l’auteur y a jointes.
- Vie d’Apostolo Zeno, Venise, 1816, in-8° ;
- Observations sur une inscription grecque du musée de Venise, Trévise, 1819, in-4° ;
- Fragments d’une Élégie d’Hermesianax de Colophon, traduits et expliqués, Milan, 1822, in-8° ;
- Vies de cinquante hommes illustres des provinces vénitiennes, faisant partie de la Galerie des littérateurs et des artistes les plus illustres des provinces austro-vénitiennes, Venise, 1822-1824, in-8° ;
- le Chasseur de l’Eubée de Dion Chrysostome, traduit en italien, Venise, 1824 ;
- Explication historique d’une inscription grecque, Venise, 1824, in-8° ;
- Poésies éditées et inédites des frères Jérôme, Jean-Baptiste et Corneille Amalthée, traduites en partie, Venise, 1827, in-8° ;
- Sur l’ligne magique des anciens, dissertation, Venise, 1827, in-4°.

Negri a de plus donné : 1. deux Idylles publiées dans le Recueil de poésies fait en l’honneur des époux Comello-Papadopoli, Venise, 1821 ; 2. une critique sur le premier volume de la traduction de l’Odyssée par Pindemonte, critique insérée dans le Journal des Sciences et Lettres des provinces vénitiennes de septembre 1822 ; 3. une traduction en octaves du sixième chant de l’Énéide, imprimée dans le 3e volume de l’Athénée de Trévise. Mais les travaux les plus importants de cet écrivain sont restés manuscrits. Ce sont : 1. Mémoires sur Tommaso Temanza ; 2. Commentaire sur Marco Foscarini ; 3. Abrégé de l’histoire des anciens Vénitiens ; 4. Prolégomènes pour les œuvres d’Hésiode ; 5 . Corrections et additions aux lettres d’Alciphron ; 6. Traduction des Lettres d’Aristénète, avec des notes ; 7. Traduction d’un poème de Triphyodore, qui fut lue à l’académie des Philarètes et jugée supérieure en élégance à celle de Salvini et en fidélité à celle de Villa; 8. Traduction des Périégèses de Denys ; 9. de différentes épigrammes de l’Anthologie grecque ; 10. des Vies de Cornélius Népos ; 11 . des Héroïdes d’Ovide ; 12. un grand nombre de poésies nouvelles et d’inscriptions latines; 13. Traduction en vers libres des Épîtres d’Horace ; 14. de l’Art d’aimer d’Ovide ; 15. Idylles sur l’histoire et les anciennes mœurs des Vénitiens. Emilio Amedeo De Tipaldo, professeur au collège de la marine à Venise, a publié en 1835 une Notice sur la vie et les œuvres de Francesco Negri, in-8°.